# 長谷寺駅
長谷寺駅（はせでらえき）は、奈良県桜井市大字初瀬にある、近畿日本鉄道（近鉄）大阪線の駅である。駅番号はD44。

## 歴史
参宮急行電鉄開業前の1909年から開業後の1938年まで、桜井駅から長谷寺駅よりやや西側にあった初瀬駅の間に、初瀬軌道→大阪電気軌道長谷線が並行して存在していた。

### 年表
- 1929年（昭和4年）10月27日：参宮急行電鉄の桜井 - 長谷寺間開通と同時に開業[1]。
- 1930年（昭和5年）2月21日：参宮急行電鉄の長谷寺 - 榛原間開通[1]。
- 1941年（昭和16年）3月15日：大阪電気軌道との会社合併により、関西急行鉄道の駅となる[1]。
- 1944年（昭和19年）6月1日：会社合併により近畿日本鉄道の駅となる[1]。
- 2007年（平成19年）4月1日：PiTaPa使用開始[2]。
- 2018年（平成30年）3月17日：急行の停車駅に追加される[3]。
- 2021年（令和3年）10月1日以降時期不明：終日無人駅化[4]。

## 駅構造

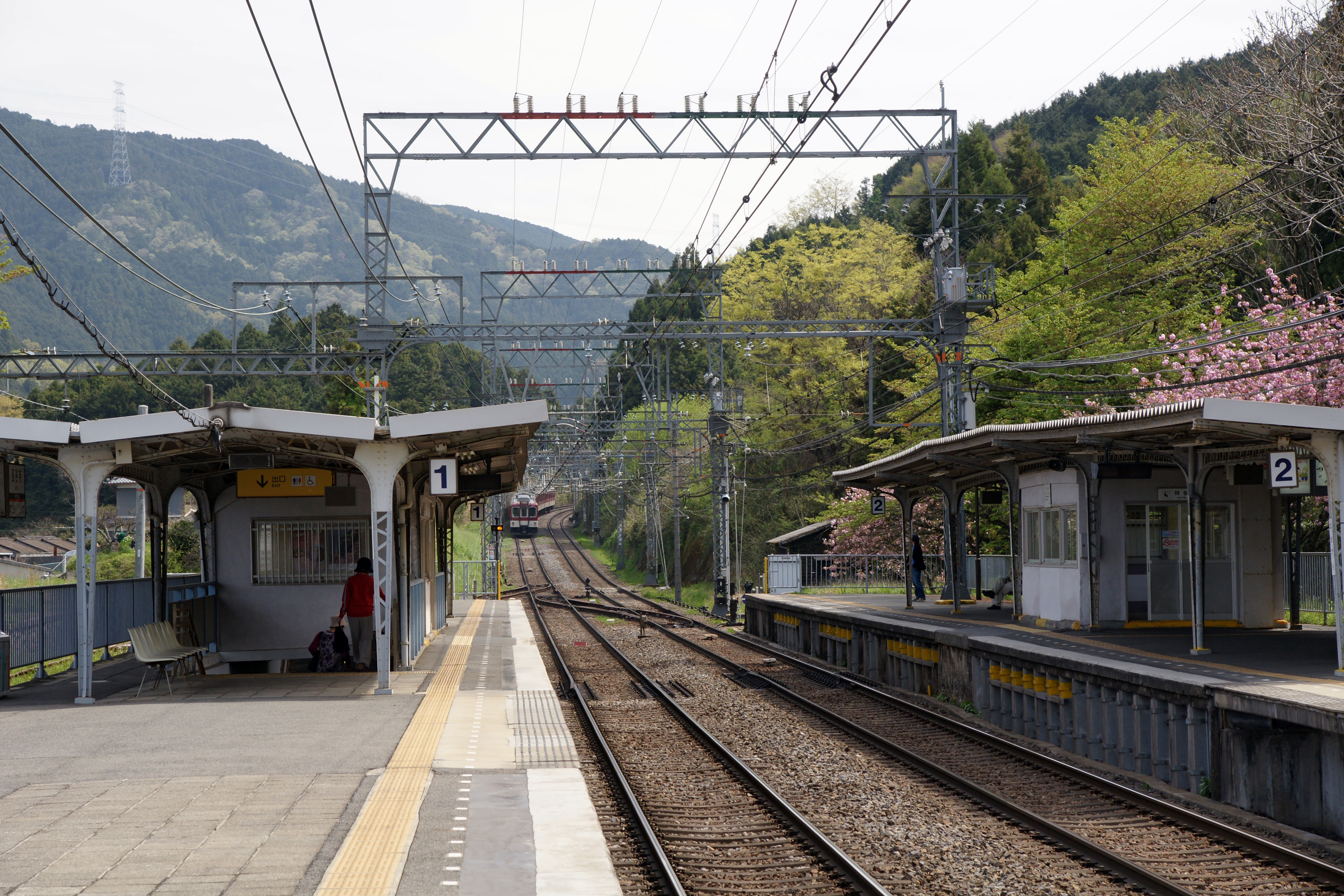
ホーム

相対式2面2線のホームを持つ地上駅。ホーム有効長は6両。傾斜面にあるため、下り線（北）側にある駅舎はホームよりほぼ1階分ほど下にあり、各ホームへは階段で連絡している。改札口は1ヵ所のみ。まわりより高いところにあるので、盛土高架駅のようにも見える。その他下り線の北側に側線と使われていないホーム跡がある。名張方に上下渡り線があり、異常時に折り返しが可能となっている。

### のりば
| のりば | 路線     | 方向 | 行先           |
| ------ | -------- | ---- | -------------- |
| 1      | D 大阪線 | 下り | 名張方面       |
| 2      | D 大阪線 | 上り | 大阪上本町方面 |

## 特徴

### 停車列車
- 急行以下の一般列車が停車する[6]が、大半は急行列車が停車し、朝と夜間に一部の準急以下の電車が停車する。なお、定期急行停車駅になる以前も、春のぼたん祭りや秋の紅葉の時期等に急行が臨時停車していたが、2018年3月17日の改正で急行の停車駅に加わった。かつては区間快速急行や快速急行の臨時停車もあったが近年はない。
- 日中は急行（桜井駅 - 榊原温泉口駅間各駅停車）が毎時3本停車する[6]。

### 駅設備・営業面
- 榛原駅管理の無人駅で、PiTaPa・ICOCA対応の自動改札機および自動精算機（回数券カードおよびICカードのチャージに対応）が設置されている。
- トイレは改札内にあり、男女別の水洗式。

## 当駅乗降人員
近年における当駅の1日乗降人員の調査結果は以下の通り。
- 2023年11月7日：770人
- 2022年11月8日：873人
- 2021年11月9日：626人
- 2018年11月13日：1,226人
- 2015年11月10日：989人
- 2012年11月13日：1,041人
- 2010年11月9日：1,167人
- 2008年11月18日：1,527人
- 2005年11月8日：1,258人

## 利用状況
- 長谷寺駅の利用状況の変遷を下表に示す。
  - 輸送実績（乗車人員）の単位は人であり、年度での総計値を示す。年度間の比較に適したデータである。
  - 乗降人員調査結果は任意の1日における値（単位：人）である。調査日の天候・行事等の要因によって変動が大きいので年度間の比較には注意を要する。
  - 表中、最高値を赤色で、最高値を記録した年度以降の最低値を青色で、最高値を記録した年度以前の最低値を緑色で表記している。

| 年度別利用状況（長谷寺駅） | 年度別利用状況（長谷寺駅）           | 年度別利用状況（長谷寺駅）           | 年度別利用状況（長谷寺駅）           | 年度別利用状況（長谷寺駅）           | 年度別利用状況（長谷寺駅） | 年度別利用状況（長谷寺駅） | 年度別利用状況（長谷寺駅） |
| 年 度                      | 当駅分輸送実績（乗車人員）：人／年度 | 当駅分輸送実績（乗車人員）：人／年度 | 当駅分輸送実績（乗車人員）：人／年度 | 当駅分輸送実績（乗車人員）：人／年度 | 乗降人員調査結果 人／日    | 乗降人員調査結果 人／日    | 特 記 事 項                |
| -------------------------- | ------------------------------------ | ------------------------------------ | ------------------------------------ | ------------------------------------ | -------------------------- | -------------------------- | -------------------------- |
| 年 度                      | 通勤定期                             | 通学定期                             | 定期外                               | 合 計                                | 調査日                     | 調査結果                   | 特 記 事 項                |
| 1982年（昭和57年）         |                                      | ←←←←                                 |                                      | 574,120                              | 11月16日                   | 2,245                      |                            |
| 1983年（昭和58年）         |                                      | ←←←←                                 |                                      | 548,539                              | 11月8日                    | 2,890                      |                            |
| 1984年（昭和59年）         |                                      | ←←←←                                 |                                      | 553,537                              | 11月6日                    | 2,698                      |                            |
| 1985年（昭和60年）         |                                      | ←←←←                                 |                                      | 549,079                              | 11月12日                   | 2,315                      |                            |
| 1986年（昭和61年）         |                                      | ←←←←                                 |                                      | 532,390                              | 11月11日                   | 2,407                      |                            |
| 1987年（昭和62年）         |                                      | ←←←←                                 |                                      | 529,788                              | 11月10日                   | 2,216                      |                            |
| 1988年（昭和63年）         |                                      | ←←←←                                 |                                      | 524,452                              | 11月8日                    | 2,355                      |                            |
| 1989年（平成元年）         |                                      | ←←←←                                 |                                      | 534,530                              | 11月14日                   | 2,299                      |                            |
| 1990年（平成2年）          |                                      | ←←←←                                 |                                      | 515,061                              | 11月6日                    | 2,297                      |                            |
| 1991年（平成3年）          |                                      | ←←←←                                 |                                      | 530,563                              |                            |                            |                            |
| 1992年（平成4年）          |                                      | ←←←←                                 |                                      | 498,336                              | 11月10日                   | 2,660                      |                            |
| 1993年（平成5年）          |                                      | ←←←←                                 |                                      | 492,559                              |                            |                            |                            |
| 1994年（平成6年）          |                                      | ←←←←                                 |                                      | 467,378                              |                            |                            |                            |
| 1995年（平成7年）          |                                      | ←←←←                                 |                                      | 438,347                              | 12月5日                    | 1,640                      |                            |
| 1996年（平成8年）          |                                      | ←←←←                                 |                                      | 422,439                              |                            |                            |                            |
| 1997年（平成9年）          |                                      | ←←←←                                 |                                      | 400,455                              |                            |                            |                            |
| 1998年（平成10年）         |                                      | ←←←←                                 |                                      | 359,124                              |                            |                            |                            |
| 1999年（平成11年）         |                                      | ←←←←                                 |                                      | 355,080                              |                            |                            |                            |
| 2000年（平成12年）         |                                      | ←←←←                                 |                                      | 351,725                              |                            |                            |                            |
| 2001年（平成13年）         |                                      | ←←←←                                 |                                      | 345,834                              |                            |                            |                            |
| 2002年（平成14年）         |                                      | ←←←←                                 |                                      | 307,887                              |                            |                            |                            |
| 2003年（平成15年）         |                                      | ←←←←                                 |                                      | 299,942                              |                            |                            |                            |
| 2004年（平成16年）         |                                      | ←←←←                                 |                                      | 287,941                              |                            |                            |                            |
| 2005年（平成17年）         | 141,750                              | ←←←←                                 | 125,963                              | 267,713                              | 11月8日                    | 1,258                      |                            |
| 2006年（平成18年）         |                                      | ←←←←                                 |                                      |                                      |                            |                            |                            |
| 2007年（平成19年）         |                                      | ←←←←                                 |                                      |                                      |                            |                            |                            |
| 2008年（平成20年）         |                                      | ←←←←                                 |                                      |                                      |                            |                            |                            |
| 2009年（平成21年）         |                                      | ←←←←                                 |                                      |                                      |                            |                            |                            |
| 2010年（平成22年）         |                                      | ←←←←                                 |                                      |                                      |                            |                            |                            |
| 2011年（平成23年）         |                                      | ←←←←                                 |                                      |                                      |                            |                            |                            |
| 2012年（平成24年）         |                                      | ←←←←                                 |                                      |                                      | 11月13日                   | 1,041                      |                            |

## 駅周辺
- 長谷寺 - 西国三十三所第八番札所
- 法起院 - 西国三十三所番外札所
- 初瀬 - 飛鳥時代以前に皇居が置かれていた。
- 桜井市立初瀬小学校
- 桜井市立桜井東中学校
- 初瀬郵便局
- 国道165号
- 参急橋 - 長谷寺駅から長谷寺に向かう際にわたる橋。近鉄の前身である参宮急行電鉄の名に由来。

### バス路線
駅前には乗り入れないが、国道165号に桜井市コミュニティバス初瀬・朝倉台線の長谷寺参道口停留所がある（駅から約650メートル）。
※2005年から2007年は、桜井市コミュニティバス・小夫線が駅前から運行されていた。

## 隣の駅
近畿日本鉄道
D 大阪線
■快速急行
通過
■急行・■準急・■区間準急・■普通
大和朝倉駅 (D43) - 長谷寺駅 (D44) - 榛原駅 (D45)